# Anniversaire de Bouddha
L'anniversaire de Bouddha, parfois appelée Vesak, est une fête traditionnelle du bouddhisme célébrant la naissance du Bouddha historique, Siddhartha Gautama. Les trois grandes étapes de son existence sont également célébrées à cette occasion : sa naissance, son éveil (Bodhi) et sa mort (Parinirvana).
Cette fête est le plus souvent célébrée à la pleine lune de mai, plus rarement dans les premiers jours du mois de juin, dans le calendrier grégorien. La date précise varie cependant selon les années et les pays considérés.
Vesak est traditionnellement célébré dans l'Asie de l'Est le 8e jour du 4e mois du calendrier lunaire chinois. C'est un jour de fête officiel en Thaïlande,, en Indonésie, à Hong Kong, à Macao, à Singapour et en Corée du Sud...

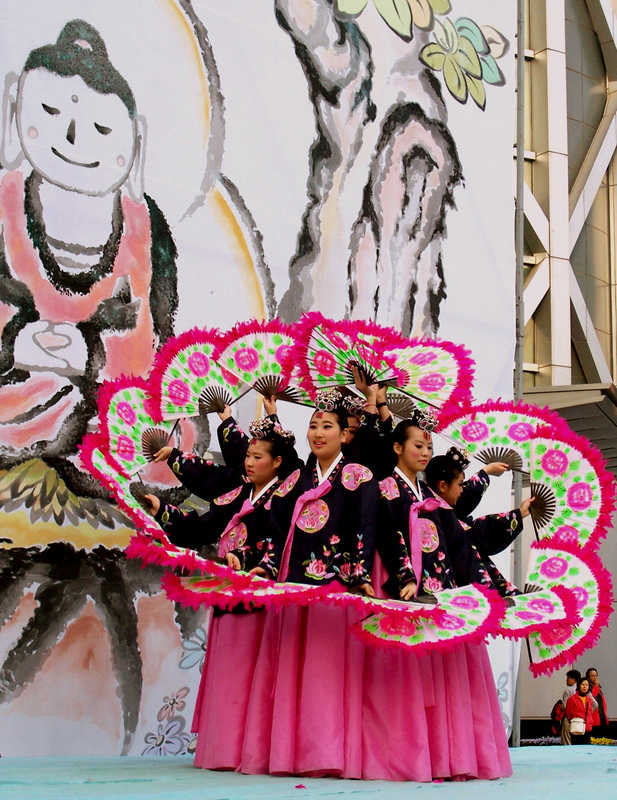
Buchaechum (danse des éventails) à Séoul pour l'anniversaire de Bouddha (2006).

## Appellations
On appelle cette fête Visakah Puja ou Buddha Purnima en Inde, au Bangladesh et au Népal, Wisakha Bucha (thaï : วิสาขบูชา)  en Thaïlande, Visakha Pujea au Cambodge, Lễ Phật Đản au Viêt Nam, Waisak en Indonésie, Vesak ou Wesak au Sri Lanka et en Malaisie, Saga Dawa au Tibet et fódàn en Chine (chinois traditionnel : 佛誕 ;  pinyin : fo dàn ; cantonais : fātdàahn). Au Laos, la fête équivalente est Vixakha Boux' et en Birmanie, on parle de Ka-sone.

## Au Sri Lanka
C'est une des plus importantes festivités au Sri Lanka. Elle est célébrée le jour de la pleine lune. Les gens pratiquent des rites religieux et décorent les maisons et les rues avec des lumières et des lanternes fabriquées pour l'occasion.

## Au Cambodge
Au Cambodge, la célébration se reporte à la naissance, l'éveil et le parinibbana du Bouddha. Cette commémoration se nomme " Bun Visakha Pujea" . Selon le calendrier lunaire Khmer la célébration a lieu lors de la première pleine lune du mois du Visakha (ខែពិសាខ). Dans le calendrier grégorien, le jour de célébration varie entre la fin du mois d'avril et le mois de mai. Cette célébration est fêtée dans tout le pays mais selon la coutume khmer la célébration se déroule au Phnom Preah Reajatrop (ភ្នំព្រះរាជទ្រព្យ), communément connu sous le nom de Phnom Uddong (ភ្នំឧត្តុង្គ). Phnom Uddong est un lieu sacré où est gardé et vénéré une relique du Bouddha dans le Preah Maha Shākyamuni Chedey (ព្រះសក្យមុនីចេតិយ). Le Roi et sa cour célèbrent cette date au Palais royal de Phnom Penh, dans la Pagode d'argent (Preah Vihear Preah Keo Morakot, ព្រះវិហារព្រះកែវមរកត).

## Au Japon
Au Japon, l'anniversaire de Bouddha est célébré le 8 avril, mais ce n'est pas une fête officielle nationale. Il est aussi appelé le festival des fleurs (en japonais : Hana matsuri ou Kanbutsu-e). Les enfants boivent traditionnellement de l'amacha, une infusion préparée à partir d'une variété d'hortensia. On verse également de ce thé sur l'effigie du Bouddha célébré pour l'occasion.

## En Corée du Sud
En Corée du Sud, l'anniversaire de Bouddha est célébré en suivant le calendrier luni-solaire. Ce jour est appelé 부처님 오신 날 (Bucheonim osin nal) qui signifie le jour de la venue de Bouddha ou Seokka Tanshin-il, soit le jour de la naissance de Bouddha. Des lanternes en papier en forme de lotus couvrent tous les temples pendant un mois, et bien souvent on trouve de ces lanternes suspendues partout dans les rues. Le jour de la naissance de Bouddha de nombreux temples offrent des repas gratuits et du thé à tous les visiteurs. La tradition veut également que l'habit traditionnel coréen, le hanbok, soit porté comme marque de respect. Le petit déjeuner et le repas offerts sont souvent composés de sanchae bibimbap.

## En Inde
En Inde, le jour de commémoration de la naissance, de l'éveil et de la mort de Bouddha est nommé Vesak (du nom du deuxième mois lunaire du calendrier hindou, Vaisakha) et Buddha Purnima, soit la Pleine Lune du Bouddha.
Cette commémoration a lieu lors du jour de Poya du mois de mai (pleine lune de mai).

## En Indonésie
En Indonésie, la nuit de la pleine lune de mai, se tient un festival au temple de Borobudur dans le centre de Java. Une procession au flambeau démarre du temple de Mendut, situé à 8 km, passe par celui de Pawon et arrive au Borobudur. Là, la procession grimpe les marches jusqu'au sommet. Des centaines de moines en robe safran la mènent, portant des fleurs et des cierges qu'ils allument au moment où la lune apparaît à l'horizon. Les moines commencent alors leurs prières, leur méditation et leurs chants jusque tard dans la nuit.

## Autres pays
À certains endroits il existe un jour férié une semaine plus tard, le 15e jour du 4e mois du calendrier chinois, afin de le faire coïncider avec la pleine lune. Par exemple, Wan Vaisakh Bucha ou Lễ Phật Đản au Viêt Nam était une de ces fêtes le 12 mai 2006. Singapour célèbre aussi Vesak Day le 15e jour du 4e mois du calendrier chinois (pour calculer les prochaines fêtes ajouter 7 jours aux dates ci-dessus)
En France, l'Union bouddhiste de France célèbre traditionnellement Vesak le jour de la pleine lune de mai.

## Dates de célébration
| Années | Thaïlande          | Singapour | Laos             | Birmanie           | Sri Lanka         | Cambodge           | Indonésie          | Népal & Inde     | Chine  | Malaisie |
| 2001   | 7 mai (2544 BE)    | 7 mai     |                  | 6 mai (2545 BE)    | 7 mai (2545 BE)   | 7 mai (2545 BE)    | -                  |                  | 30 mai |          |
| 2002   | 26 mai (2545 BE)   | 27 mai    |                  | 26 mai (2546 BE)   | 26 mai (2546 BE)  | 26 avril (2546 BE) | -                  |                  | 19 mai |          |
| 2003   | 15 mai (2546 BE)   | 15 mai    |                  | 15 mai (2547 BE)   | 15 mai (2547 BE)  | 15 mai (2547 BE)   | -                  |                  | 8 mai  |          |
| 2004   | 2 juin (2547 BE)   | 2 juin    |                  | 3 mai (2548 BE)    | 4 mai (2548 BE)   | 3 mai (2548 BE)    | -                  | 3 mai            | 26 mai |          |
| 2005   | 22 mai (2548 BE)   | 23 mai    |                  | 22 mai (2549 BE)   | 23 mai (2549 BE)  | 22 mai (2549 BE)   | -                  | 23 mai           | 15 mai |          |
| 2006   | 12 mai (2549 BE)   | 12 mai    |                  | 11 mai (2550 BE)   | 12 mai (2550 BE)  | 12 mai (2550 BE)   | -                  | 13 mai           | 5 mai  |          |
| 2007   | 31 mai (2550 BE)   | 31 mai    | 31 mai (2550 BE) | 30 avril (2551 BE) | 1er mai (2551 BE) | 1er mai (2551 BE)  | 1er juin (2551 BE) | 2 mai            | 24 mai |          |
| 2008   | 19 mai (2551 BE)   | 19 mai    | 18 mai (2551 BE) | 19 mai (2552 BE)   | 19 mai (2552 BE)  | 19 mai (2552 BE)   | 20 mai (2552 BE)   | 20 mai           | 12 mai |          |
| 2009   | 8 mai (2552 BE)    | 9 mai     | 8 mai (2552 BE)  | 8 mai (2553 BE)    | 8 mai (2553 BE)   | 8 mai (2553 BE)    | 9 mai (2553 BE)    | 8 mai            | 2 mai  |          |
| 2010   | 28 mai (2553 BE)   | 28 mai    | 28 mai (2553 BE) | 27 avril (2554 BE) | 27 mai (2554 BE)  | 28 avril (2554 BE) | 28 mai (2554 BE)   | 27 mai           | 21 mai |          |
| 2011   | 17 mai (2554 BE)   | 17 mai    | 17 mai (2554 BE) | 17 mai (2555 BE)   | 17 mai (2555 BE)  | 17 mai (2555 BE)   | 17 mai (2555 BE)   | 17 mai           | 10 mai |          |
| 2012   | 4 juin (2555 BE)   | 5 mai     | 5 mai (2555 BE)  | 5 mai (2556 BE)    | 5 mai (2556 BE)   | 5 mai (2556 BE)    | 6 mai (2556 BE)    | 6 mai            | 28 mai | 5 mai    |
| 2013   | 24 mai (2556 BE)   | 24 mai    |                  | 24 mai             | 24 mai (2557 BE)  | 24 mai             | 25 mai (2557 BE)   | 25 mai           | 17 mai | 24 mai   |
| 2014   | 13 mai (2557 BE)   | 13 mai    |                  |                    |                   | 6 mai              | 15 mai (2558 BE)   | 14 mai           | 6 mai  | 13 mai   |
| 2015   | 1er juin (2558 BE) |           |                  |                    |                   |                    |                    |                  | 25 mai |          |
| 2016   | 20 mai (2559 BE)   |           |                  |                    |                   |                    |                    |                  | 21 mai |          |
| 2017   | 10 mai (2560 BE)   |           |                  |                    |                   | 10 mai             |                    | 10 mai (2561 BE) | 10 mai |          |
| 2018   |                    |           |                  |                    |                   |                    |                    |                  |        |          |
| 2019   |                    |           |                  |                    |                   |                    |                    |                  |        |          |
| 2020   |                    |           |                  |                    | 7 mai             |                    |                    |                  |        |          |
| 2021   |                    |           |                  |                    |                   |                    |                    |                  |        |          |
| 2022   |                    |           |                  |                    |                   |                    |                    |                  |        |          |
| 2023   |                    |           |                  |                    |                   |                    |                    |                  |        |          |
| 2024   | 22 mai (2567 BE)   |           |                  |                    |                   |                    |                    | 23 mai (2568 BE) |        |          |